# Meatcleaver Massacre
Meatcleaver Massacre és una pel·lícula slasher estatunidenca de 1976 dirigida per Evan Lee. Segueix un professor universitari que, després que diversos dels seus estudiants descontents assassinin la seva família i el deixin permanentment discapacitat, invoca un dimoni gaèlic per venjar-se.
La pel·lícula es va estrenar originalment com a "Hollywood Meatcleaver Massacre" el 1976. Va ser reestrenada el 1977 amb el títol més curt "Meatcleaver Massacre" en una versió alternativa que inclou un pròleg i epíleg narrat per Christopher Lee. El metratge amb Lee en realitat es va rodar per a un projecte diferent que mai va arribar a bon port i va ser comprat pels productors de Hollywood Meatcleaver Massacre, que la va empeltar a la pel·lícula i la va tornar a estrenar.

## Argument
A Los Angeles, el professor Cantrell, un prolífic expert en l'ocultisme, dona una conferència sobre un dimoni gaèlic anomenat Morak a la universitat on treballa. Després, un estudiant descontent, Mason Harrue, i els seus amics Sean Allen, Dirk Kramer i Phil Jones, s'emborratxen i van conduint per la ciutat. Decideixen visitar la casa del professor Cantrell i fer-li una broma. No obstant això, la broma surt malament quan Mason colpeja el professor i ordena als altres que assassinin la seva dona i els seus fills, que els maten a punyalades. El professor Cantrell sobreviu a l'atac, però queda paraplègic i en coma. El detectiu Wexler investiga el crim, i la seva única pista és un petit tros de triangle de tela que es va descobrir al lloc dels fets. En el seu estat inconscient, Cantrell invoca el dimoni Morak per venjar-lo.
Més tard, Sean, carregat de culpa té un malson al·lucinatori en el qual és perseguit per una força invisible a través d'un mausoleu i en una platja buida. Es desperta i la seva xicota Darlene l'enfronta sobre el seu canvi de comportament. En Sean va a caminar pel desert per aclarir-se el cap, però és perseguit per veus incorpòries i veu una visió de la sang de la filla difunta de Cantrell. Aleshores és atacat per la força demoníaca invisible, que el destripa. Quan en Sean no torna, Dirk i Phil confien a Mason que tenen por que els arrestin. Un Mason desafiant els assegura que Cantrell no podrà parlar mai més.
Dirk contempla cometre un suïcidi tallant-se els canells, però no ho fa. En canvi, Dirk informa al seu torn de nit com a mecànic a Topanga Canyon. Mentre treballava en un cotxe al garatge, en Dirk escolta sorolls estranys abans que el dimoni li colpegi el capó del cotxe repetidament, aixafant-lo fins a la mort. El detectiu Wexler connecta el triangle de tela de l'escena del crim de Cantrell amb la jaqueta de Dirk. Posteriorment comença a investigar els possibles elements ocults del cas.
Phil visita una sala de massatges a Hollywood, on té relacions sexuals amb una companya de classe, Patty. Aquella nit, mentre treballa sol com a projeccionista en una sala de cinema, Phil té visions inquietants dels assassinats de Cantrell abans de ser assassinat per un projector de pel·lícula que explota. Wexler es convenç que Cantrell ha orquestrat d'alguna manera la mort dels tres joves estudiants per mitjans sobrenaturals. Wexler intenta enfrontar-se a Mason quan torna a l'escena del crim a la casa de Cantrell, creient que Mason podria salvar-se si troba un contra-conjuro que anul·li el que Cantrell va utilitzar per invocar Morak. En canvi, Mason descontent assassina Wexler, abans de ser atacat per Morak.
Més tard, Mason, ara en una institució psiquiàtrica, és burlat pels seus companys per la seva afirmació que va ser agredit per un dimoni.

## Repartiment
- Christopher Lee com a narrador en pantalla
- Larry Justin com a Mason Harrue
- J Arthur Craig com el detectiu Wexler
- James Habif com el professor Cantrell
- Robert Clark com a Sean Allen
- Doug Senior com Dirk Kramer
- Bob Mead com a Phil Jones
- Alisa Beaton com a Darlene

## Estrena
La pel·lícula es va estrenar com a Hollywood Meatcleaver Massacre a Casa Grande (Arizona) el 2 de novembre de 1976.
Va ser reestrenat el 1977 amb el títol més breu Massacre de Meatcleaver, amb un pròleg i un epíleg narrats per Christopher Lee.